# الفون
الفُون (الاسم المحلي: Fɔ̀ngbè) هي اللغة الأكثر تداولا في البِنِين، حيث توجد أساسا في جنوب البلاد. يتحدثها حوالي 4 ملايين شخص. كانت اللغة الرسمية لمملكة دَنْهُومِي القديمة.